# Grand Prix Niemiec Formuły 1
Grand Prix Niemiec (niem. Großer Preis von Deutschland) – wyścig zaliczany do Mistrzostw Świata Formuły 1.

## Historia
W 1907 roku Niemcy gościły, na torze w Taunus, pierwsze wyścig serii Kaiserpreis. Brały w nich udział samochody o pojemności silnika mniejszej niż osiem litrów. Pierwszym zwycięzcą Grand Prix Niemiec został Włoch Felica Nazzaro w samochodzie marki Fiat.
Pierwszy niemiecki wyścig Grand Prix został zorganizowany na torze Automobil Verkehrs und Übungs-Straße (AVUS) w południowo-zachodnim Berlinie, w 1926 r. jako wyścig samochodów sportowych. W 1929 r. stał się oficjalną eliminacją. Pierwszy wyścig na torze AVUS, który odbył się w czasie ulewy, wygrał niemiecki kierowca, Rudolf Caracciola. Adolf Rosenberger w trakcie wyścigu uległ wypadkowi, a jego samochód zabił trzech ludzi. Kolejnym niemieckim kierowcą, który wygrał Grand Prix Niemiec został dopiero Michael Schumacher w 1995 r. 
19 czerwca 1927 roku wyścig został zorganizowany na torze Nürburgring, o długości 28 km. Wyścig gościł na tym torze aż do lat siedemdziesiątych XX wieku, kiedy Grand Prix było rotacyjnie organizowane także na torze Hockenheimring i ostatecznie zostało tam przeniesione w 1986 roku. W 1930 i 1933 roku wyścig nie został zorganizowany z powodu problemów ekonomicznych kraju, natomiast w 1959 roku wyścig odbył się ponownie na torze AVUS.
W ramach umowy pomiędzy właścicielami torów Hockenheim i Nürburgring tory te miały na zmianę dzielić się Grand Prix Niemiec. W sezonie 2007 prawo do organizacji miał drugi z wymienionych torów, ale w wyniku sporu pomiędzy właścicielem nazwy Großer Preis von Deutschland a promotorem wyścigu na Nürburgringu, wyścig na tym torze musiał być zorganizowany jako Grand Prix Europy, a Grand Prix Niemiec nie odbyło się po raz pierwszy od 45 lat. Od sezonu 2008 zgodnie z umową pomiędzy właścicielami torów Grand Prix Niemiec odbywa się przemiennie na torach Hockenheim (w latach parzystych) i Nürburgring (w latach nieparzystych).
W 2015 i w 2017 roku wyścig się nie odbył z powodu problemów finansowych toru Nürburgring.

## Tory
Lista torów, na których organizowano Grand Prix Niemiec:
- Nürburgring (1927–1932, 1933–1939, 1951–1954, 1956–1958, 1961–1969, 1971–1976, 1985, 2009, 2011, 2013)

- AVUS (1926, 1959)
- Hockenheimring (1970, 1977–1984, 1986–2006, 2008, 2010, 2012, 2014, 2016, 2018, 2019)

## Zwycięzcy Grand Prix Niemiec
| Sezon | Kierowca           | Konstruktor      | Tor              |                  |
| ----- | ------------------ | ---------------- | ---------------- | ---------------- |
| 2019  | Max Verstappen     | Red Bull-Honda   | Hockenheimring   | Wyniki           |
| 2018  | Lewis Hamilton     | Mercedes         | Hockenheimring   | Wyniki           |
| 2017  | Nie organizowano   | Nie organizowano | Nie organizowano | Nie organizowano |
| 2016  | Lewis Hamilton     | Mercedes         | Hockenheimring   | Wyniki           |
| 2015  | Nie organizowano   | Nie organizowano | Nie organizowano | Nie organizowano |
| 2014  | Nico Rosberg       | Mercedes         | Hockenheimring   | Wyniki           |
| 2013  | Sebastian Vettel   | Red Bull-Renault | Nürburgring      | Wyniki           |
| 2012  | Fernando Alonso    | Ferrari          | Hockenheimring   | Wyniki           |
| 2011  | Lewis Hamilton     | McLaren-Mercedes | Nürburgring      | Wyniki           |
| 2010  | Fernando Alonso    | Ferrari          | Hockenheimring   | Wyniki           |
| 2009  | Mark Webber        | Red Bull-Renault | Nürburgring      | Wyniki           |
| 2008  | Lewis Hamilton     | McLaren-Mercedes | Hockenheimring   | Wyniki           |
| 2007  | Nie organizowano   | Nie organizowano | Nie organizowano | Nie organizowano |
| 2006  | Michael Schumacher | Ferrari          | Hockenheimring   | Wyniki           |
| 2005  | Fernando Alonso    | Renault          | Hockenheimring   | Wyniki           |
| 2004  | Michael Schumacher | Ferrari          | Hockenheimring   | Wyniki           |
| 2003  | Juan Pablo Montoya | Williams-BMW     | Hockenheimring   | Wyniki           |
| 2002  | Michael Schumacher | Ferrari          | Hockenheimring   | Wyniki           |
| 2001  | Ralf Schumacher    | Williams-BMW     | Hockenheimring   | Wyniki           |
| 2000  | Rubens Barrichello | Ferrari          | Hockenheimring   | Wyniki           |
| 1999  | Eddie Irvine       | Ferrari          | Hockenheimring   | Wyniki           |
| 1998  | Mika Häkkinen      | McLaren-Mercedes | Hockenheimring   | Wyniki           |
| 1997  | Gerhard Berger     | Benetton-Renault | Hockenheimring   | Wyniki           |
| 1996  | Damon Hill         | Williams-Renault | Hockenheimring   | Wyniki           |
| 1995  | Michael Schumacher | Benetton-Renault | Hockenheimring   | Wyniki           |
| 1994  | Gerhard Berger     | Ferrari          | Hockenheimring   | Wyniki           |
| 1993  | Alain Prost        | Williams-Renault | Hockenheimring   | Wyniki           |
| 1992  | Nigel Mansell      | Williams-Renault | Hockenheimring   | Wyniki           |
| 1991  | Nigel Mansell      | Williams-Renault | Hockenheimring   | Wyniki           |
| 1990  | Ayrton Senna       | McLaren-Honda    | Hockenheimring   | Wyniki           |
| 1989  | Ayrton Senna       | McLaren-Honda    | Hockenheimring   | Wyniki           |
| 1988  | Ayrton Senna       | McLaren-Honda    | Hockenheimring   | Wyniki           |
| 1987  | Nélson Piquet      | Williams-Honda   | Hockenheimring   | Wyniki           |
| 1986  | Nélson Piquet      | Williams-Honda   | Hockenheimring   | Wyniki           |
| 1985  | Michele Alboreto   | Ferrari          | Nürburgring      | Wyniki           |
| 1984  | Alain Prost        | McLaren-TAG      | Hockenheimring   | Wyniki           |
| 1983  | René Arnoux        | Ferrari          | Hockenheimring   | Wyniki           |
| 1982  | Patrick Tambay     | Ferrari          | Hockenheimring   | Wyniki           |
| 1981  | Nélson Piquet      | Brabham-Ford     | Hockenheimring   | Wyniki           |
| 1980  | Jacques Laffite    | Ligier-Ford      | Hockenheimring   | Wyniki           |
| 1979  | Alan Jones         | Williams-Ford    | Hockenheimring   | Wyniki           |
| 1978  | Mario Andretti     | Lotus-Ford       | Hockenheimring   | Wyniki           |
| 1977  | Niki Lauda         | Ferrari          | Hockenheimring   | Wyniki           |
| 1976  | James Hunt         | McLaren-Ford     | Nürburgring      | Wyniki           |
| 1975  | Carlos Reutemann   | Brabham-Ford     | Nürburgring      | Wyniki           |
| 1974  | Clay Regazzoni     | Ferrari          | Nürburgring      | Wyniki           |
| 1973  | Jackie Stewart     | Tyrrell-Ford     | Nürburgring      | Wyniki           |
| 1972  | Jacky Ickx         | Ferrari          | Nürburgring      | Wyniki           |
| 1971  | Jackie Stewart     | Tyrrell-Ford     | Nürburgring      | Wyniki           |
| 1970  | Jochen Rindt       | Lotus-Ford       | Hockenheimring   | Wyniki           |
| 1969  | Jacky Ickx         | Brabham-Ford     | Nürburgring      | Wyniki           |
| 1968  | Jackie Stewart     | Matra-Ford       | Nürburgring      | Wyniki           |
| 1967  | Denny Hulme        | Brabham-Repco    | Nürburgring      | Wyniki           |
| 1966  | Jack Brabham       | Brabham-Repco    | Nürburgring      | Wyniki           |
| 1965  | Jim Clark          | Lotus-Climax     | Nürburgring      | Wyniki           |
| 1964  | John Surtees       | Ferrari          | Nürburgring      | Wyniki           |
| 1963  | John Surtees       | Ferrari          | Nürburgring      | Wyniki           |
| 1962  | Graham Hill        | BRM              | Nürburgring      | Wyniki           |
| 1961  | Stirling Moss      | Lotus-Climax     | Nürburgring      | Wyniki           |
| 1960  | Nie organizowano   | Nie organizowano | Nie organizowano | Nie organizowano |
| 1959  | Tony Brooks        | Ferrari          | AVUS             | Wyniki           |
| 1958  | Tony Brooks        | Vanwall          | Nürburgring      | Wyniki           |
| 1957  | Juan Manuel Fangio | Maserati         | Nürburgring      | Wyniki           |
| 1956  | Juan Manuel Fangio | Ferrari          | Nürburgring      | Wyniki           |
| 1955  | Nie organizowano   | Nie organizowano | Nie organizowano | Nie organizowano |
| 1954  | Juan Manuel Fangio | Mercedes-Benz    | Nürburgring      | Wyniki           |
| 1953  | Giuseppe Farina    | Ferrari          | Nürburgring      | Wyniki           |
| 1952  | Alberto Ascari     | Ferrari          | Nürburgring      | Wyniki           |
| 1951  | Alberto Ascari     | Ferrari          | Nürburgring      | Wyniki           |
| 1950  | Nie organizowano   | Nie organizowano | Nie organizowano | Nie organizowano |
| Sezon | Kierowca           | Konstruktor      | Tor              |                  |

Liczba zwycięstw (kierowcy):
- 4 – Lewis Hamilton, Michael Schumacher
- 3 – Fernando Alonso, Juan Manuel Fangio, Nélson Piquet, Ayrton Senna, Jackie Stewart
- 2 – Alberto Ascari, Gerhard Berger, Tony Brooks, Jacky Ickx, Nigel Mansell, Alain Prost, John Surtees
- 1 – Michele Alboreto, Mario Andretti, René Arnoux, Rubens Barrichello, Jack Brabham, Jim Clark, Giuseppe Farina, Mika Häkkinen, Damon Hill, Graham Hill, Denny Hulme, James Hunt, Eddie Irvine, Alan Jones, Jacques Laffite, Niki Lauda, Juan Pablo Montoya, Stirling Moss, Clay Regazzoni, Carlos Reutemann, Jochen Rindt, Nico Rosberg, Ralf Schumacher, Patrick Tambay, Max Verstappen, Sebastian Vettel, Mark Webber

Liczba zwycięstw (konstruktorzy):
- 21 – Ferrari
- 9 – Williams
- 8 – McLaren
- 5 – Brabham
- 4 – Lotus, Mercedes
- 3 – Red Bull
- 2 – Benetton, Tyrrell
- 1 – BRM, Ligier, Maserati, Matra, Renault, Vanwall

Liczba zwycięstw (producenci silników):
- 21 – Ferrari
- 11 – Ford
- 9 – Renault
- 7 – Mercedes
- 6 – Honda
- 2 – BMW, Climax, Repco
- 1 – BRM, Maserati, TAG, Vanwall

## Zwycięzcy Grand Prix Niemiec poza Formułą 1
| Sezon | Kierowca                           | Konstruktor   | Tor         |        |
| ----- | ---------------------------------- | ------------- | ----------- | ------ |
| 1926  | Rudolf Caracciola                  | Mercedes-Benz | AVUS        | Wyniki |
| 1927  | Otto Merz                          | Mercedes-Benz | Nürburgring | Wyniki |
| 1928  | Rudolf Caracciola Christian Werner | Mercedes-Benz | Nürburgring | Wyniki |
| 1929  | Louis Chiron                       | Bugatti       | Nürburgring | Wyniki |
| 1931  | Rudolf Caracciola                  | Mercedes-Benz | Nürburgring | Wyniki |
| 1932  | Rudolf Caracciola                  | Alfa Romeo    | Nürburgring | Wyniki |
| 1934  | Hans Stuck                         | Auto Union    | Nürburgring | Wyniki |
| 1935  | Tazio Nuvolari                     | Alfa Romeo    | Nürburgring | Wyniki |
| 1936  | Bernd Rosemeyer                    | Auto Union    | Nürburgring | Wyniki |
| 1937  | Rudolf Caracciola                  | Mercedes-Benz | Nürburgring | Wyniki |
| 1938  | Richard Seaman                     | Mercedes-Benz | Nürburgring | Wyniki |
| 1939  | Rudolf Caracciola                  | Mercedes-Benz | Nürburgring | Wyniki |
| Sezon | Kierowca                           | Konstruktor   | Tor         |        |